# Distrito de Sancos (Huanca Sancos)
El distrito de Sancos es uno de los cuatro que conforman la provincia de Huancasancos, ubicada en el departamento de Ayacucho en el Sur del Perú.

## Historia
El distrito fue creado mediante Decreto del 21 de junio de 1825, dado por el Libertador Simón Bolívar.

## Geografía
Su capital es el poblado de Huancasancos, ubicado a 3 422 m s.n.m. 
Dentro del distrito se encuentra la montaña Kunturillu, de 4400 m s.n.m.

## Autoridades

### Municipales
- 2007-2011

Alcalde: Cirilo Pacheco Vílchez.
2011-2014
- - Alcalde: Cirilo Pacheco Vílchez.

## Festividades
- Corpus Christi.
- Apóstol Santiago y Felipe o fiesta del agua (24 de julio)
- Virgen de la O, Patrona de Huanca Sancos donde la festividad comienza el 8 de diciembre con las celebraciones de los cuatro ayllus: Jananhuanca, Huando, Sauja y Lurinhuanca. Termina el 18 de diciembre.